# Татаренко Олександр Юрійович
Олександр Юрійович Татаренко (16 липня 1960, Ізобільний, Ставропольський край, РРФСР, СРСР — можливо 31 січня 2024) — російський воєначальник. Командувач 14-ї армії ВПС та ППО Центрального військового округу (2016—2020), командувач 11-ї армії ВПС та ППО Східного військового округу (2013—2015). Генерал-лейтенант (2015).

## Біографія
У 1981 році закінчив Ставропольське вище військове авіаційне училище льотчиків і штурманів ППО, у 1994 році закінчив Військову командну академію ППО, в 2007 закінчив Військову академію ГШ сил РФ.
Служив Далекому Сході, Уралі, у Сибіру та північних регіонах России. Пройшов усі посади від льотчика до командувача об'єднанням ВПС та ППО (до 2006 року — начальник штабу — перший заступник командира 21-го корпусу ВПС та ППО, з серпня 2013 року — командувач 3-м Командуванням ВПС та ППО (з 1.08.2015 — 11-та армія ВПС та ППО) Східного військового округу.
Указом Президента РФ від 12 січня 2016 року призначений командувачем 14-ї армії ВПС та ППО Центрального військового округу.
Звільнений з посади та звільнений з військової служби в серпні 2020 року, але згодом виявилося, що продовжив службу.
Освоїв літаки Су-15тм, Су-27 та Ан-26. Військовий льотчик 1-го класу.

### Ліквідація
Ліквідований 31 січня 2024 року силами ЗСУ під час удару по тимчасово окупованому росіянами аеродрому Бельбек у АР Крим. На момент ліквідації був командиром авіаційної ескадрильї у званні генерал-лейтенант.